# Campionato asiatico maschile di pallacanestro 1967
Il 4º Campionato Asiatico Maschile di Pallacanestro FIBA si è svolto dal 21 settembre al 1º ottobre 1967 a Seul in Corea del Sud. Il torneo è stato vinto dalla nazionale filippina per la terza volta.
I Campionati asiatici maschili di pallacanestro sono una manifestazione biennale tra le squadre nazionali del continente, organizzata dalla FIBA Asia.

## Squadre partecipanti
- Corea del Sud
- Filippine
- Giappone
- Hong Kong
- India
- Indonesia
- Malaysia
- Singapore
- Thailandia
- Taiwan

## Classifica finale
| Pos | Squadra       | V-P | Formazione |
| --- | ------------- | --- | --- |
| 1   | Filippine     | 9-0 | FilippineBernardo, Rojas, Bauzón, Reynoso, Jaworski, Papa, Florencio, Ocampo, Melencio, Roque, Mariano, All. Carlos Loyzaga      |
| 2   | Corea del Sud | 8-1 | Corea del SudChoe, Gwak, Ha, Kim C., Kim I., Kim M., Kim Y., Lee B., Lee I., Park, Sin D., Sin H., All. O Gyeong-geun            |
| 3   | Giappone      | 7-2 | GiapponeEgawa, Igarashi, Kakuta, A. Kodama, S. Kodama, Moroyama, Nakamura, Shiga, Sugita, Wakabayashi, Yamamoto, Yoshida, All. - |
| 4   | Indonesia     | 5-4 | Template:Indonesia maschile pallacanestro asiatico 1967                                                                          |
| 5   | Taiwan        | 5-4 | Template:Taipei Cinese maschile pallacanestro asiatico 1967                                                                      |
| 6   | India         | 5-4 | Template:India maschile pallacanestro asiatico 1967                                                                              |
| 7   | Thailandia    | 3-6 | Template:Thailandia maschile pallacanestro asiatico 1967                                                                         |
| 8   | Malaysia      | 2-7 | Template:Malesia maschile pallacanestro asiatico 1967                                                                            |
| 9   | Hong Kong     | 1-8 | Template:Hong Kong maschile pallacanestro asiatico 1967                                                                          |
| 10  | Singapore     | 0-9 | Template:Singapore maschile pallacanestro asiatico 1967                                                                          |